# August Schillmöller
August Schillmöller (* 28. April 1880 in Ellenstedt; † 23. August 1927 in Harpendorf) war ein Hauptlehrer und Schriftsteller aus dem Oldenburger Münsterland.
Schillmöller thematisierte in seinem literarischen Schaffen seine Heimat. In seiner beruflichen Laufbahn war er hauptsächlich in Benstrup tätig.

## Werke
- Harte Köpfe. Bauernroman aus dem südlichen Oldenburg. Nach einer wahren Begebenheit. Verlag Schmücker, Löningen 1995, ISBN 3-9804494-2-4 (Nachdruck der Ausgabe Vechta 1916).
- Hubert von Meurers. Original-Roman aus dem Oldenburger Münsterlande. Nach einer wahren Begebenheit. Vechtaer Druckerei & Verlag, Vechta 1919.

| Personendaten    | Personendaten                                                        |
| ---------------- | -------------------------------------------------------------------- |
| NAME             | Schillmöller, August                                                 |
| KURZBESCHREIBUNG | Hauptlehrer und Heimatschriftsteller aus dem Oldenburger Münsterland |
| GEBURTSDATUM     | 28. April 1880                                                       |
| GEBURTSORT       | Ellenstedt, Gemeinde Goldenstedt                                     |
| STERBEDATUM      | 23. August 1927                                                      |
| STERBEORT        | Harpendorf, Gemeinde Steinfeld (Oldenburg)                           |